# Tsunan
Tsunan (津南町?) è una cittadina giapponese della prefettura di Niigata.